# Răzvan Lucescu
Pour les articles homonymes, voir Lucescu.
Răzvan Lucescu (né le 17 février 1969 à Bucarest), est un footballeur roumain qui évoluait au poste de gardien de but, avant de devenir entraîneur. Il est le fils de l'ancien joueur et entraîneur Mircea Lucescu.

## Carrière de joueur

### 1987-2003
Pas de véritables performances notables, il a uniquement joué dans le championnat roumain,dans les équipes suivantes:
- Sportul Studențesc (1987-1992, 1993-1996, 1997-1998)
- FC National Bucarest (1996-1997, 1998-1999)
- FC Brașov (1999-2000)
- FC Rapid Bucarest (2000-2001, 2002-2003)
- FCM Bacău (2001-2002)

Il totalise 244 matchs joués en 15 saisons, avec une moyenne de 16,6 matchs/saison.
Son meilleur fait d'armes est d'avoir gagné le championnat la dernière année en tant que joueur, en 2003 (saison durant laquelle il joue un match et nommé vice-président du club). Il a obtenu la seconde place en 1997, avec le FC National Bucarest (il a joué 31 matchs).

## Carrière d'entraîneur

### FC Brașov (2003-2004)
Razvan a entrainé en premier le FC Brașov durant la saison 2003-2004 pour 15 matchs en Division A.

### Rapid Bucarest (2004-2007)
En 2004, il est nommé à la tête du Rapid Bucarest.
La première saison, il qualifie son équipe pour la Coupe de l'UEFA, en terminant troisième en championnat.
Durant la saison 2005-2006, il connut un début de saison dramatique, en étant renvoyé pour une nuit, avant que le propriétaire du club, George Copos, décide de le reprendre. Razvan et ses joueurs travaillaient de mieux en mieux, les amenant à battre des équipes comme le Feyenoord Rotterdam, Shakhtar Donetsk (l'équipe que son père entraine), Hertha Berlin et Hambourg SV, les éliminant de la compétition. Le Rapid a été sorti par le Steaua Bucarest après deux matchs nuls. Il termine second du championnat, après avoir été sixième à la moitié de la saison.
La saison 2006-2007 ne fut pas très bonne; le Rapid est éliminé en Coupe de l'UEFA durant les phases de groupes après quatre match nuls, et termine 4e.
Cependant, en 2007 Razvan décide de ne pas continuer avec le Rapid, après des mésententes avec les supporteurs et plusieurs désaccords avec le propriétaire de club. Il décide de retourner au FC Brașov.
Razvan remporte la coupe de Roumanie avec le Rapid en 2006 et 2007 (la dernière victoire permet au Rapid de participer à la coupe de l'UEFA 2007-2008).

### FC Brașov (2007-2009)
Razvan décide de revenir à ses débuts, au lieu d'accepter d'entrainer de grandes équipes étrangères, il décide d'entrainer le FC Brașov, qui fut relégué deux ans auparavant et qui avait juste terminer 10e dans le premier groupe de la Liga II.
Il n'a pas déçu, et emmène l'équipe à la première place.
En ramenant le FC Brașov en Liga I, Razvan a décidé d'entrer dans l'histoire, en essayant de remporter une coupe de Roumanie ou de se qualifier pour la Coupe de l'UEFA.

### Sélection roumaine (2009-2011)
Le 29 avril 2009 il est nommé à la tête de l'équipe de Roumanie de football, remplaçant Victor Pițurcă à ce poste.

## Palmarès

### Joueur
- Progresul Bucarest
  - Vice-Champion de Roumanie en 1997
  - Finaliste de la Coupe de Roumanie en 1997

- Rapid Bucarest
  - Champion de Roumanie en 2003

### Entraîneur
- Rapid Bucarest
  - Vice-champion de Roumanie en 2006
  - Vainqueur de la Coupe de Roumanie en 2006 et 2007
  - Quart-de-finaliste de la Coupe UEFA en 2006
  - Finaliste de la Coupe de Roumanie en 2012

- FC Brașov
  - Champion de Roumanie de D2 en 2008

- El Jaish
  - Vainqueur de la Qatari Stars Cup en 2013
  - Vice-champion du Qatar en 2014

- Skoda Xanthi
  - Finaliste de la Coupe de Grèce en 2015

- PAOK Salonique
  - Champion de Grèce en 2019[6] et 2024[7]
  - Vainqueur de la Coupe de Grèce en 2018 et 2019
  - Vice-champion de Grèce en 2018 et 2022
  - Finaliste de la Coupe de Grèce en 2022

- Al-Hilal
  - Champion d'Arabie saoudite en 2020
  - Vainqueur de la Ligue des Champions d'Asie en 2019
  - Vainqueur de la Coupe du Roi en 2020